# Francisco Amorós

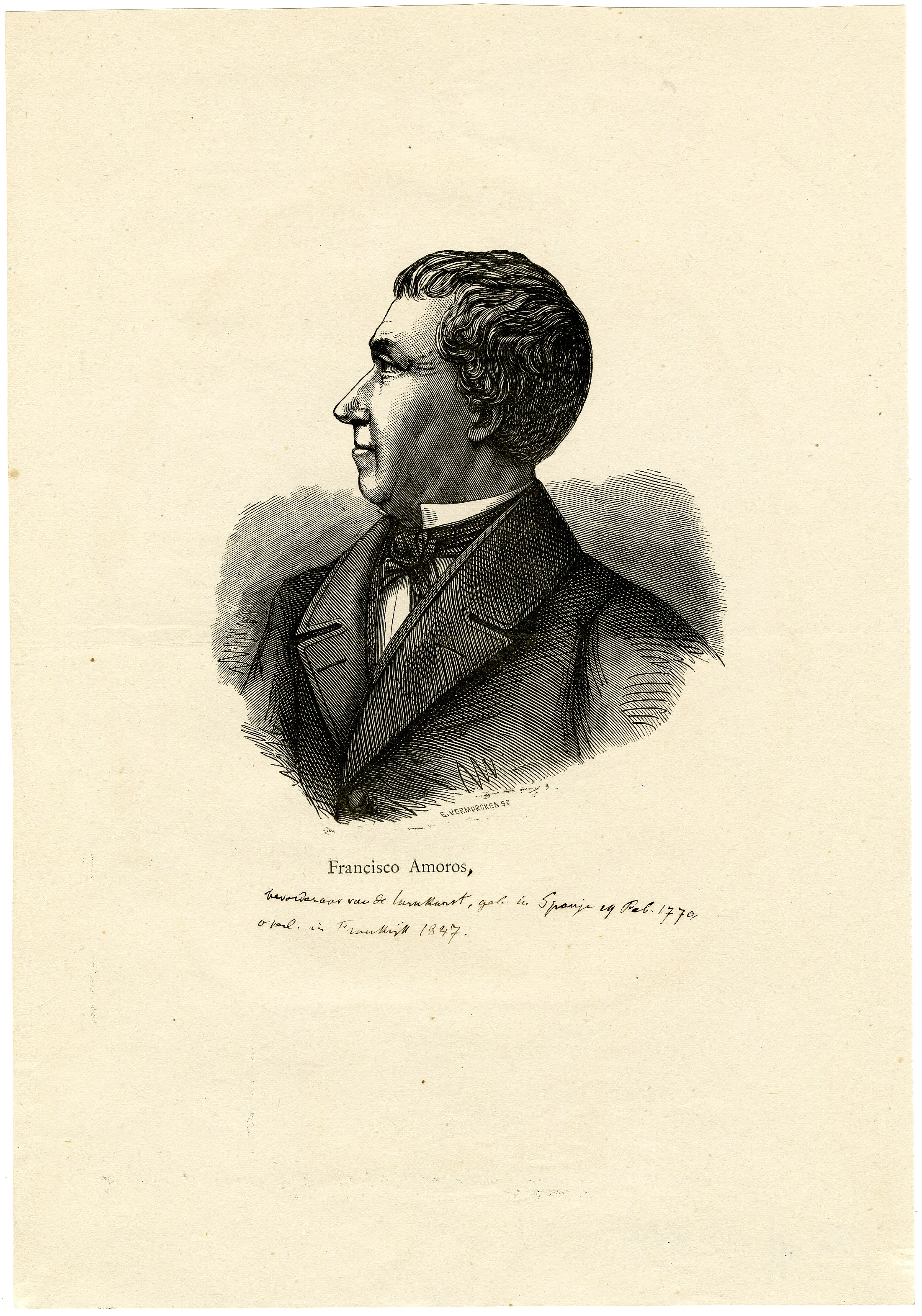
Francisco Amorós.

Francisco Amorós y Ondeano, Marquis von Sotelo (* 19. Februar 1770 in Valencia; † 8. August 1848 in Paris), war ein spanischer Pädagoge und Soldat, zeitweise spanischer Polizeichef und Innenminister, der nach Frankreich emigrieren musste. Er gilt in Spanien und in Frankreich als Vater der modernen Leibeserziehung.

## Leben
Als Sohn eines Obersten der spanischen Armee besuchte er bereits mit neun Jahren eine Kadettenanstalt, trat mit 18 in die Armee ein, hatte mit 23 als Offizier sein erstes eigenes Kommando im Kampf gegen die Revolutionäre. Er engagierte sich für die körperliche Ausbildung seiner Soldaten (Real Instituto Militar Pestalozziano, Madrid) nach den Methoden von Pehr Henrik Ling und Johann Heinrich Pestalozzi. 1806 konnte er eine Schule gründen, in der vormilitärische Leibesübungen einen hohen Stellenwert hatte. Durch die Zergliederung der Übungen und Rationalität* galt sein Verfahren als richtungsweisend. König Karl IV. ernannte ihn daraufhin schon im folgenden Jahr zum Lehrer (nicht nur für Leibeserziehung) im königlichen Haushalt. Da hierzu auch Mädchen gehörten, setzte er sich früh für die körperliche Ausbildung der weiblichen Jugend ein. Nach der Invasion von Joseph Bonaparte 1808 kollaborierte er mit den französischen Invasoren, woraufhin er zunächst zum Polizeichef, dann zum spanischen Innenminister ernannt wurde. 1814 musste er mit den französischen Truppen nach Frankreich fliehen. Auch hier setzte er seine Arbeiten als Leibeserzieher zunächst in Privatschulen fort. 1816 wurde er nach Frankreich eingebürgert, 1819 wurde ihm die Leitung der Ausbildung der militärischen Instrukteure der französischen Armee übertragen. Wie in Spanien wurde ihm zudem die körperliche Ausbildung der königlichen Kinder von Karl X. Philipp anvertraut. Sein Le traité d’éducation physique gymnastique et morale (1830) blieb im Wesentlichen die Grundlage der körperlichen Ausbildung der französischen Armee bis zum Ersten Weltkrieg.

## Wichtigste Werke
- Mémoire sur les avantages de la méthode de Pestalozzi. Fabvre, Paris 1815.
- Musique des cantiques religieux et moraux. La morale en chansons. Rougeron, Paris 1818.
- Gymnase normal, militaire et civil. Rougeron, Paris 1826.
- Manuel d’éducation physique, gymnastique et morale. Roret, Paris 1830. Neuauflage 1838 und 1848. Neudruck 1929; 2010.
- Séance d’ouverture du Gymnase civil et orthopédique et principaux résultats de l’expédition de M. le colonel Amoros... à Saint-Omer [Discours]. 1834.